# Lugnås kyrka
Lugnås kyrka är en kyrkobyggnad i Lugnås församling i Skara stift. Den ligger i tätorten Lugnås i Mariestads kommun.

## Kyrkobyggnaden
Kyrkan har ett otroligt vackert läge på Lugnåsberget. Från kyrktrappan har besökaren en vidunderlig utsikt över Vänern med Läckö slott i fjärran. 
Kyrkan har anor från 1100-talet. Spår av den medeltida kyrkan kan man finna i ett rundbågefönster och en romansk portal på södra sidan samt rester av muralmålningar från 1400-talet föreställande bland andra aposteln Andreas samt förmodligen Judas Taddaios. 
Eftersom munkar ur cisterciensorden vistades i Lugnås en tid kan man inte utesluta att deras kunskaper togs i anspråk vid uppförandet och förnyelsen av kyrkan. Den plats de höll till på innan de flyttade till Varnhem kallas för klosterängen. 
Nästan alla spår av den romanska kyrkan raderades ut när det stora ombygget av kyrkan skedde 1776. Långhuset förlängdes och breddades samt avslutades med ett tresidigt kor i öster. På norrsidan byggdes en sakristia. På yttertaket i väster uppfördes ett klocktorn av trä med en hjälmformad huv krönt av en lanternin med en kort spira. År 1839 anskaffades ett tornur som uppsattes i lanterninen med fyra urtavlor.

## Inventarier
- Dopfunt huggen under 1200-talet.
- Altartavla med motiv: Jesu besök hos Marta och Maria i Betania målad av Sven Linderoth 1906.
- Predikstol i barock  från 1600-talet med  baldakin
- Slagur med skiva som visar apostlarna i procession vid tolvslaget ,utfört under 1800-talet av soldaten Petter Boo och skänkt till kyrkan 1825
- Äldre altartavla föreställande: ”Den heliga staden”. Anses troligen utförd av målaren Markman från Skövde. Har numera sin plats på norra väggen.
- Orgel anskaffad 1870, vilken ombyggdes 1971.

## Bilder

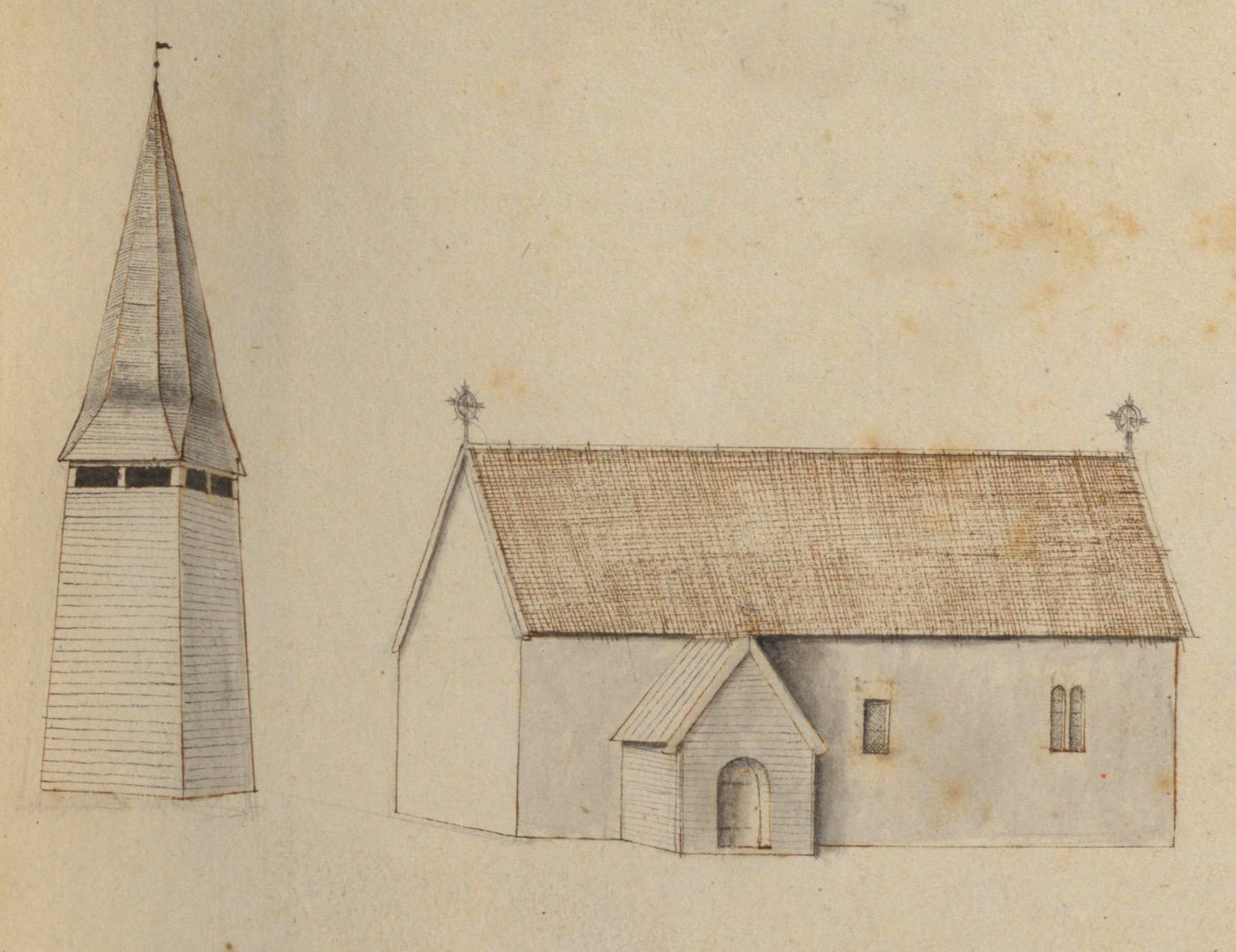
Kyrkan på teckning omkring 1670.
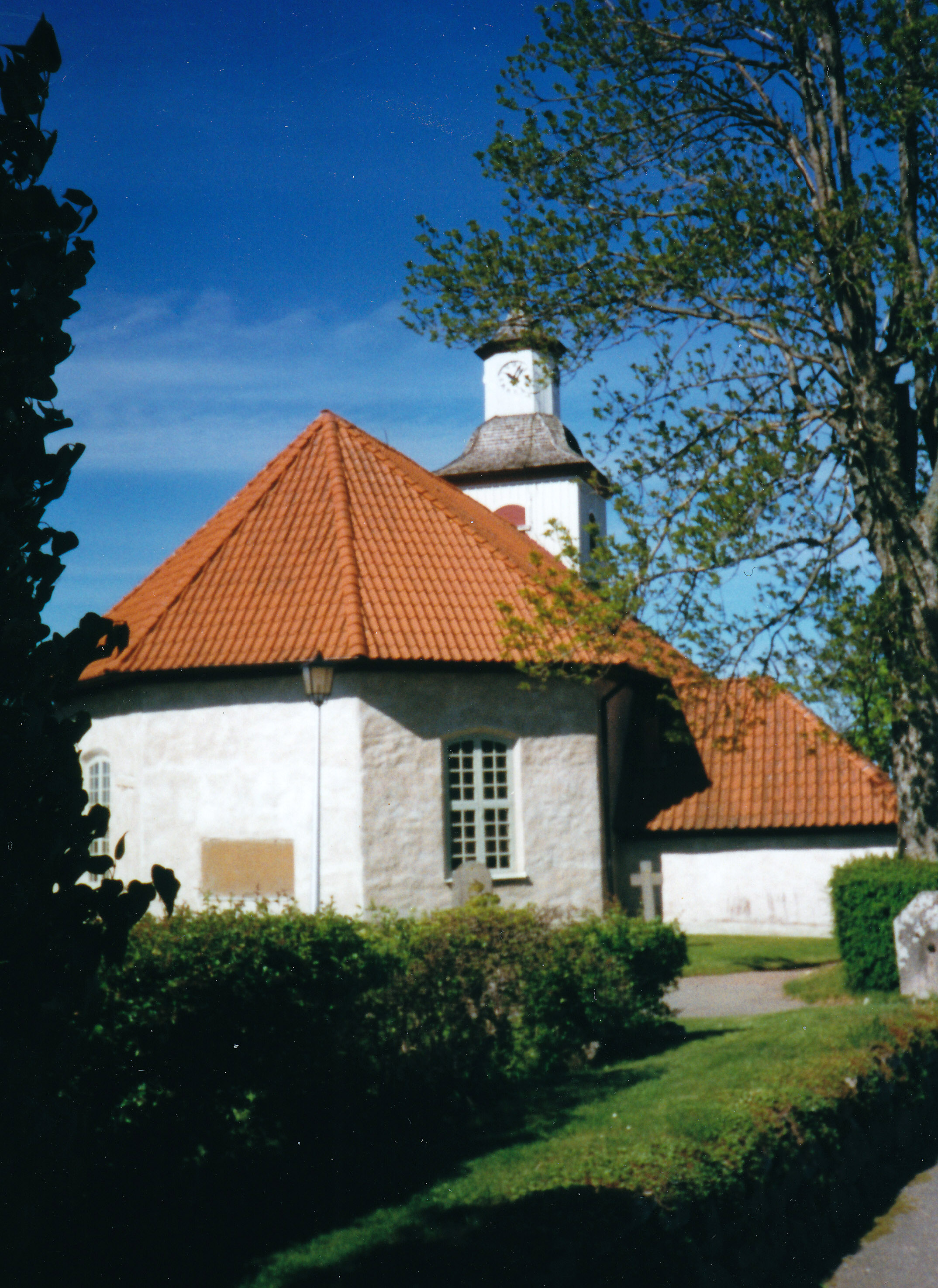
Kyrkan från öster med tresidiga koret.
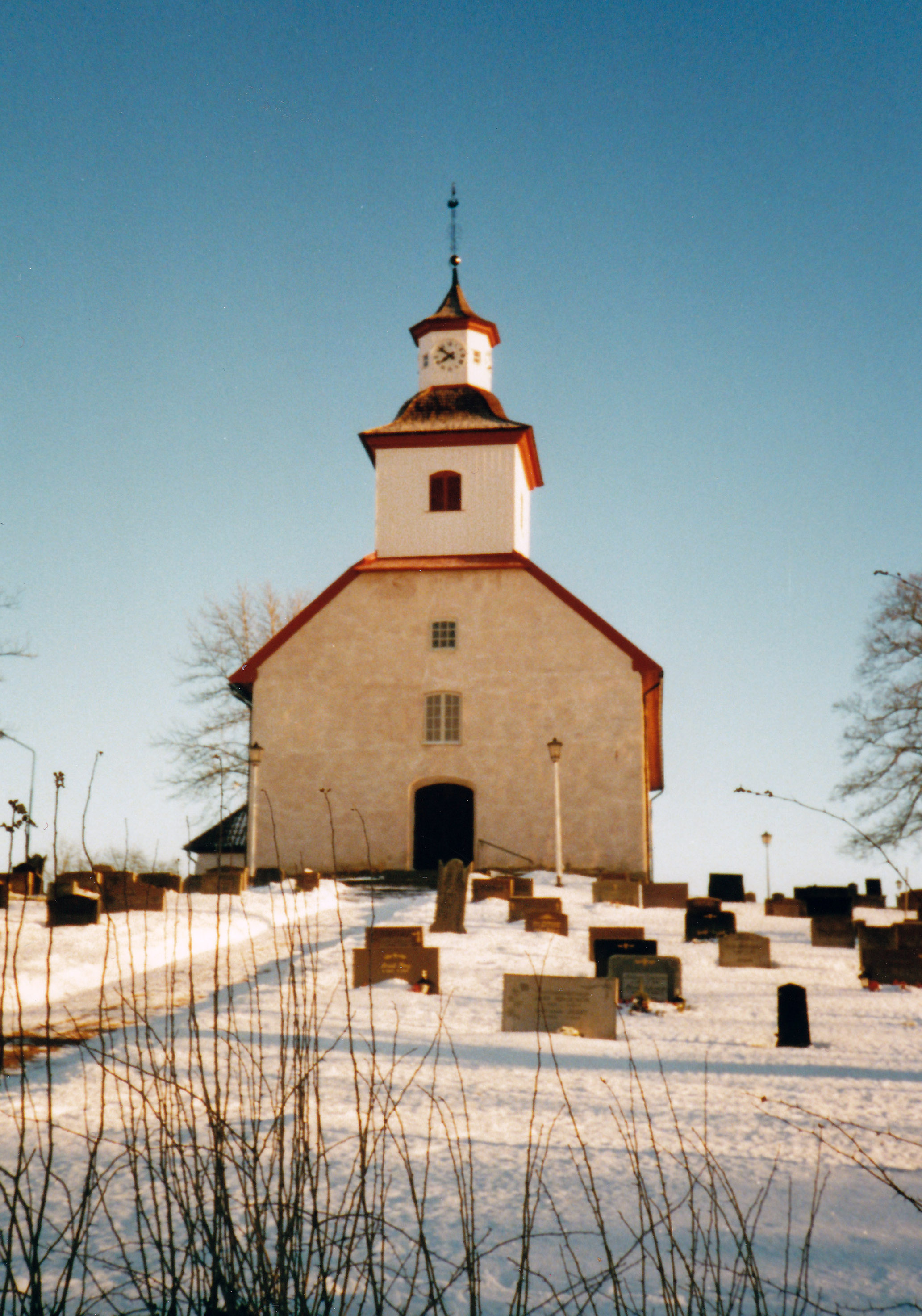
Kyrkan från väster.
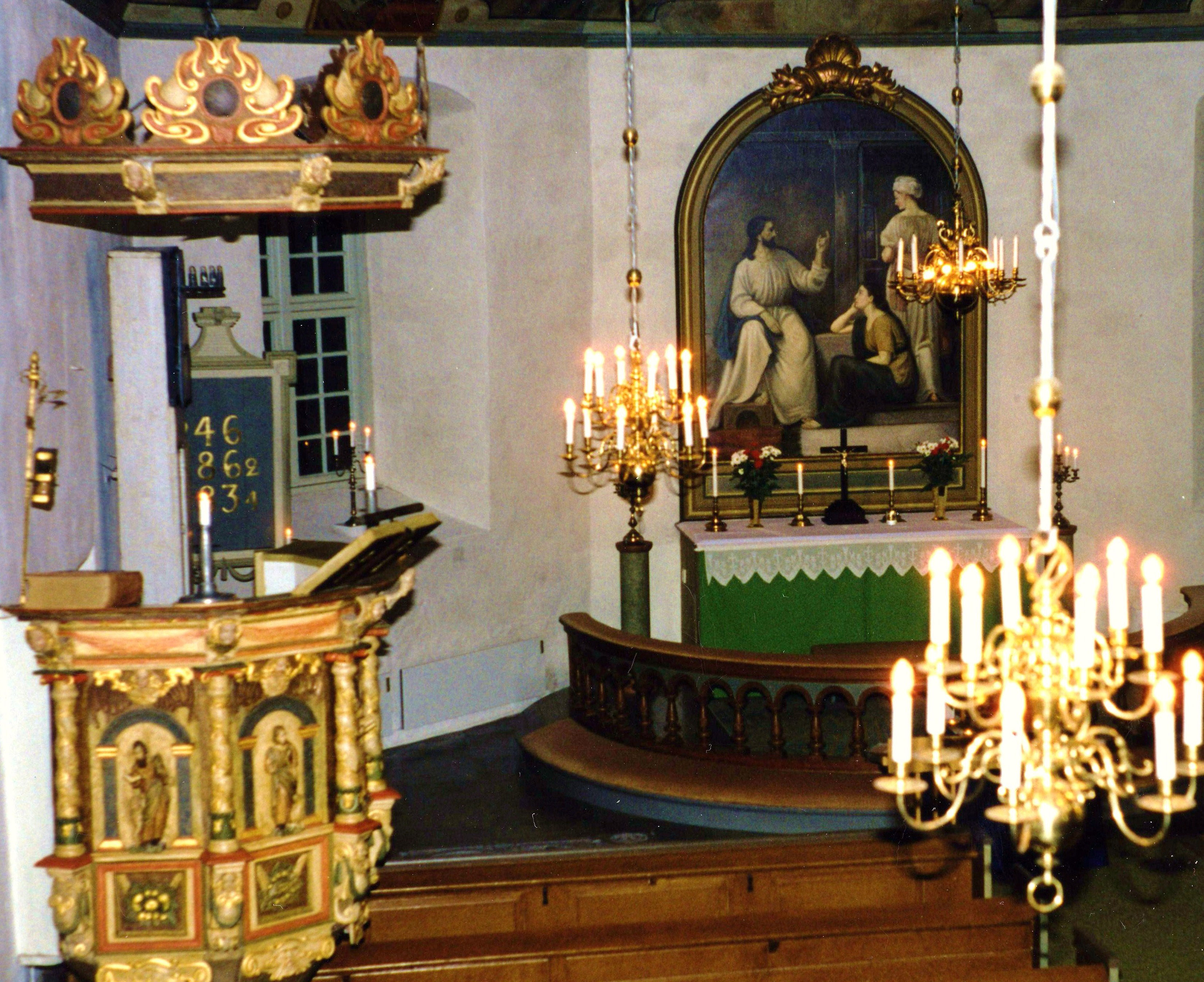
Predikstol och altare.
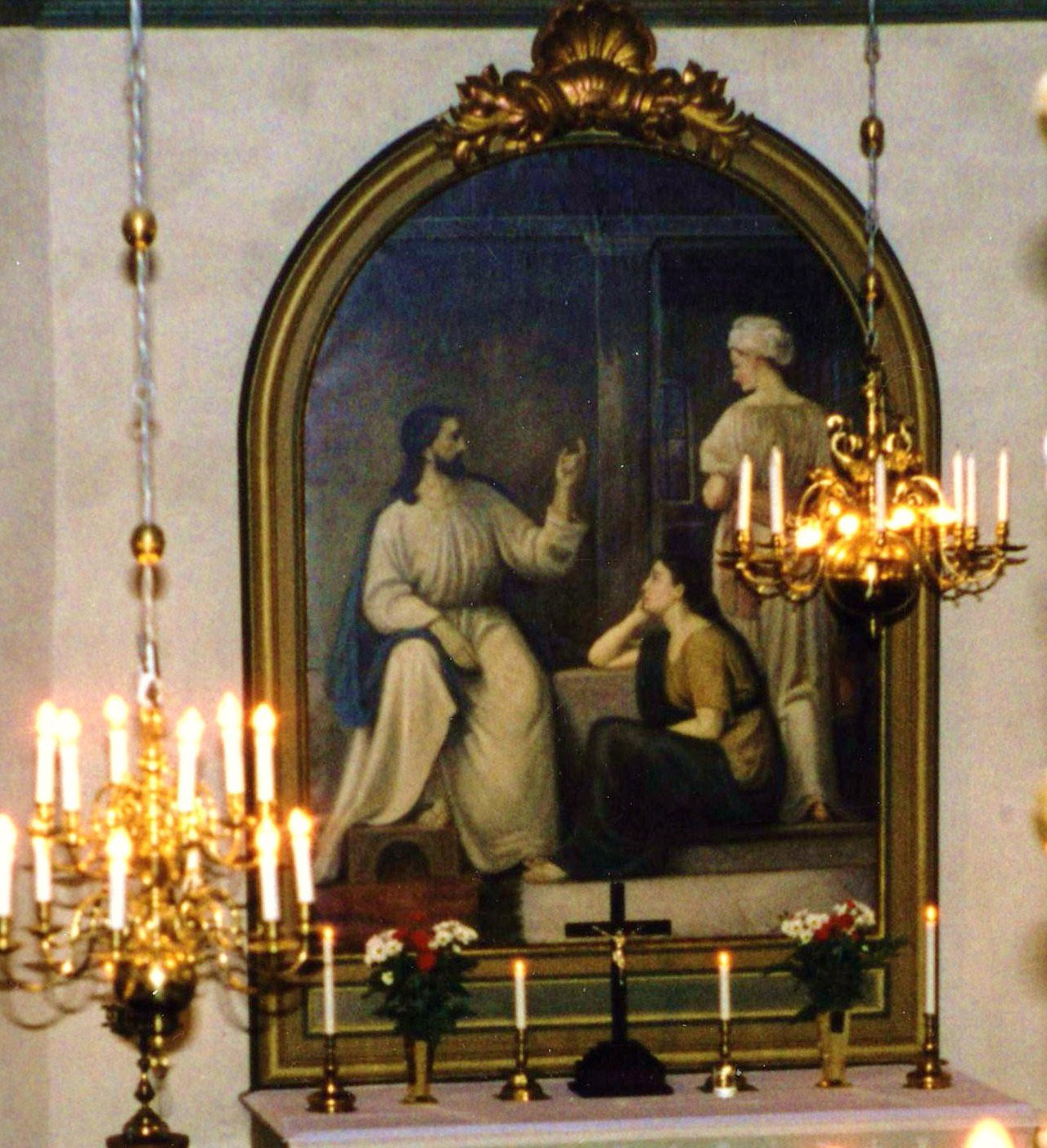
Jesu besök hos Marta och Maria i Betania.
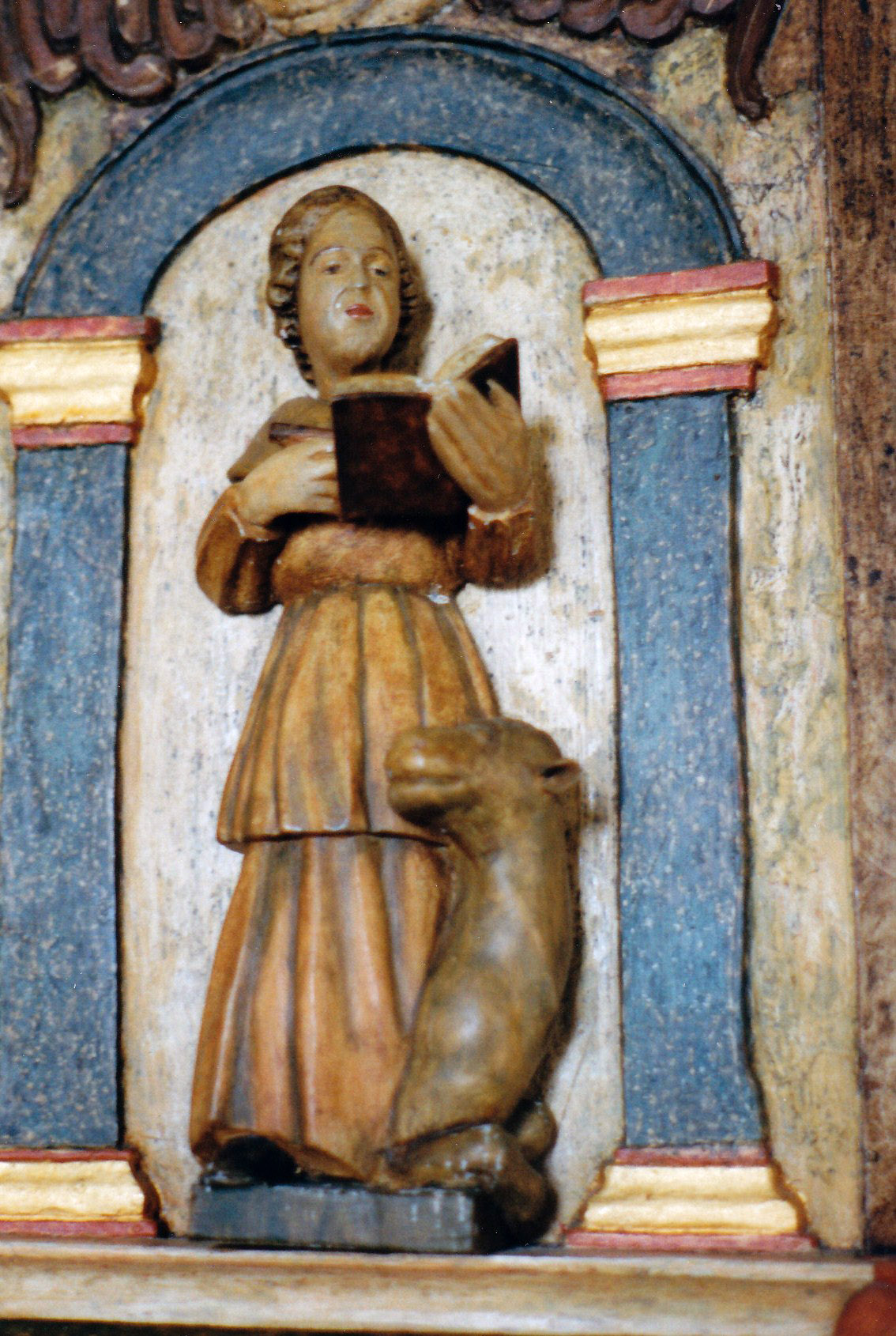
Evangelisten Markus. Skulptur på predikstolen.